# Joseph Ingraham
Pour les articles homonymes, voir Ingraham.
Joseph Ingraham est un navigateur explorateur et commerçant américain, né en 1762 à Boston, dans l’État du Massachusetts, et disparu en mer en 1800 dans l'océan Atlantique Nord.
À la suite de l'explorateur James Cook, qui avait réalisé de gros profits en vendant des fourrures achetées le long de la côte nord-ouest du continent américain pour les revendre en Chine, de nombreux navigateurs-explorateurs-marchands de la toute jeune fédération des États-Unis d'Amérique se lancèrent quelques années plus tard dans l'aventure. Joseph Ingraham était l'un d'eux.

## Jeunesse
Né à Boston en 1762, Ingraham participe à la guerre d'indépendance américaine, dans la marine. Il y sert entre autres sous le commandement du capitaine John Kendrick. Il est capturé par le Royaume-Uni, et passe une partie de la guerre sur le navire prison Old Jersey.

## Premier voyage: 1787-1790

Itinéraires de l'expédition : premier en rouge, second en bleu.
1. Boston, 2. Îles du Cap-Vert, 3. Îles Malouines, 4. Archipel Juan Fernández, 5. Îles Marquises, 6. Hawaï, 7. îles de la Reine-Charlotte, île de Vancouver, 8. Macao

En 1787, Kendrick lui propose de l'accompagner dans l'océan Pacifique nord, pour faire le commerce de fourrures entre le nord-ouest de l'Amérique et la Chine. Ingraham embarque sur le Columbia Rediviva, un navire de 25 mètres et 212 tonneaux. Un autre bateau fait partie de l'expédition, le Lady Washington, un sloop de 18 mètres et 90 tonneaux, commandé par le capitaine Robert Gray.
Les deux navires appareillent de Boston le 1er octobre 1787, et doublent le cap Horn en mars. Entre-temps, aux îles du Cap-Vert, Ingraham devient le second du Columbia.
Le 23 septembre 1788, il arrive dans la baie de Nootka, dans l'île de Vancouver. La saison étant déjà avancée, Kendrick décide d'y hiverner. Cela lui permet d'établir des relations avec le peuple amérindien vivant là, les Nootkas, et d'acheter des fourrures, surtout de loutres de mer.
Début juillet, Kendrick prend la décision de changer son bateau : Robert Gray devient ainsi le capitaine du Columbia, et toutes les fourrures récoltées sont stockées dans ce navire, plus gros, pour qu'il aille les vendre en Chine.
Ingraham étant resté sur le Columbia, il entame la traversée du Pacifique le 31 juillet 1789. Ils font escale à Hawaï, où ils embarquent deux Polynésiens, dont l'un, Kalehua (également nommé Opie), est pris en charge par Joseph Ingraham.
Ils arrivent à Macao en novembre 1789, mais Gray préfère aller vendre les fourrures à Canton. Ingraham y fait la connaissance de Thomas Perkins, un autre négociant de Boston, qui s'apprête à retourner aux États-Unis. La vente se déroule lentement, et à un prix bien moins élevé qu'escompté. La Columbia charge ensuite du thé et de la porcelaine, puis reprend la mer le 12 février 1790. Elle passe par le détroit de la Sonde, le cap de Bonne-Espérance, et atteint finalement Boston le 9 août 1790, près de trois ans après son départ.
Ils y reçoivent un accueil enthousiaste de la population, car c'est le premier navire américain à effectuer une circumnavigation. Les commanditaires de l'expédition furent quant à eux beaucoup moins ravis, au vu du faible profit réalisé.

## Second voyage: 1790-1793
À Boston, Joseph Ingraham retrouve Thomas Perkins, qui lui propose de repartir aussitôt pour le Pacifique et de continuer le commerce des peaux de loutres de mer. Mais cette fois, en tant que commandant du Hope (« l'Espoir »), une brigantine de 70 tonneaux.
Le 17 septembre 1790, il quitte Boston, avec un équipage de quinze hommes seulement, y compris Kalehua, toujours présent auprès d'Ingraham. Comme lors de son premier voyage, il fait étape aux îles du Cap vert et aux Malouines, et franchit le cap Horn le 26 janvier 1791.
Il prend un cap nord-ouest, passe les îles Desventuradas et se dirige vers Hawaï, où il a promis de ramener le Polynésien.

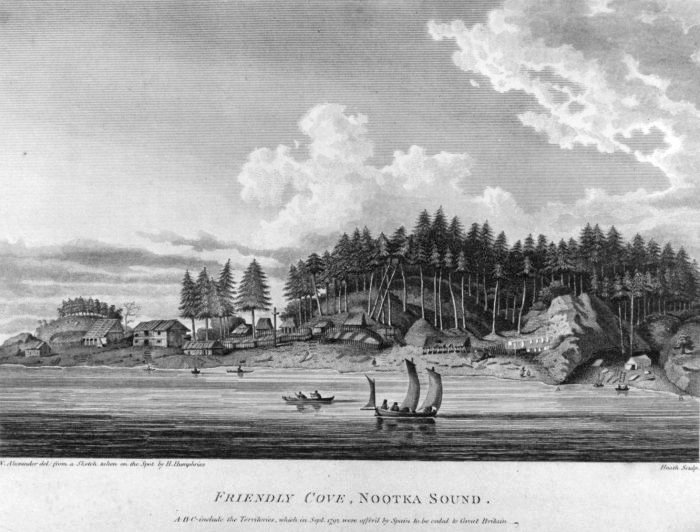
Friendly Cove, comptoir de la baie Nootka, en 1791.

Le 15 avril 1791, il arrive dans l'archipel des Marquises, seulement visitées auparavant par l'Espagnol Álvaro de Mendaña en 1595, et l'Anglais James Cook en 1774. Il écrit avoir aperçu deux îles ce jour-là, sans doute Fatuiva et Moho Tani (ou peut-être était-ce l'îlot Motu Nao).
Le lendemain, il navigue entre Tahuata et Hiva Oa, qu'il connaît sous les noms donnés à l'époque par Mendaña, respectivement Santa Cristina et Dominica. Il reste ancré deux jours à Tahuata, dans la baie de Vaitahu, puis repart vers le nord.
Le 19 avril, vers neuf degrés de latitude Sud, il est le premier occidental à découvrir les îles du groupe nord des Marquises : Ua Pou, Ua Huka, Nuku Hiva, Eiao et Hatutu. Il leur donne des noms tirés de la récente histoire des États-Unis, les nommant respectivement Adams, Washington, Federal (en l'honneur des états fédérés de l'Union), Henry Knox, et Hancock.
Il nomme également une autre île Franklin, probablement la côte nord de Nuku Hiva qu'il aurait pris à tort pour une nouvelle terre.
Ingraham quitte les Marquises le 21 avril, et arrive à Hawaï le 20 mai. Il y rencontre Kamehameha Ier, futur roi unificateur de l'archipel, et y dépose Kalehua, qui termine ainsi une circumnavigation de moins de deux ans. Il met ensuite le cap vers le nord-est, pour rejoindre les lieux d'échange de fourrures. Le Hope nécessitant des réparations, il s'ancre dans une crique du détroit de Gowgaia, qu'il nomme détroit de Magee, d'après l'un des commanditaires de son expédition. La crique où il se trouve est appelée Port Perkins, en l'honneur de son commanditaire principal.
Il repart le 7 juillet, et commence à commercer avec les Amérindiens Haïdas des îles de la Reine-Charlotte et de l'île de Vancouver. Il a l'idée de fabriquer des colliers en fer, qu'il échange à son avantage contre des peaux de loutre de mer. Deux mois durant, il cabote ainsi le long de ce qui deviendra la côte ouest des États-Unis et du Canada. Il y croise d'autres navires se livrant au même commerce.

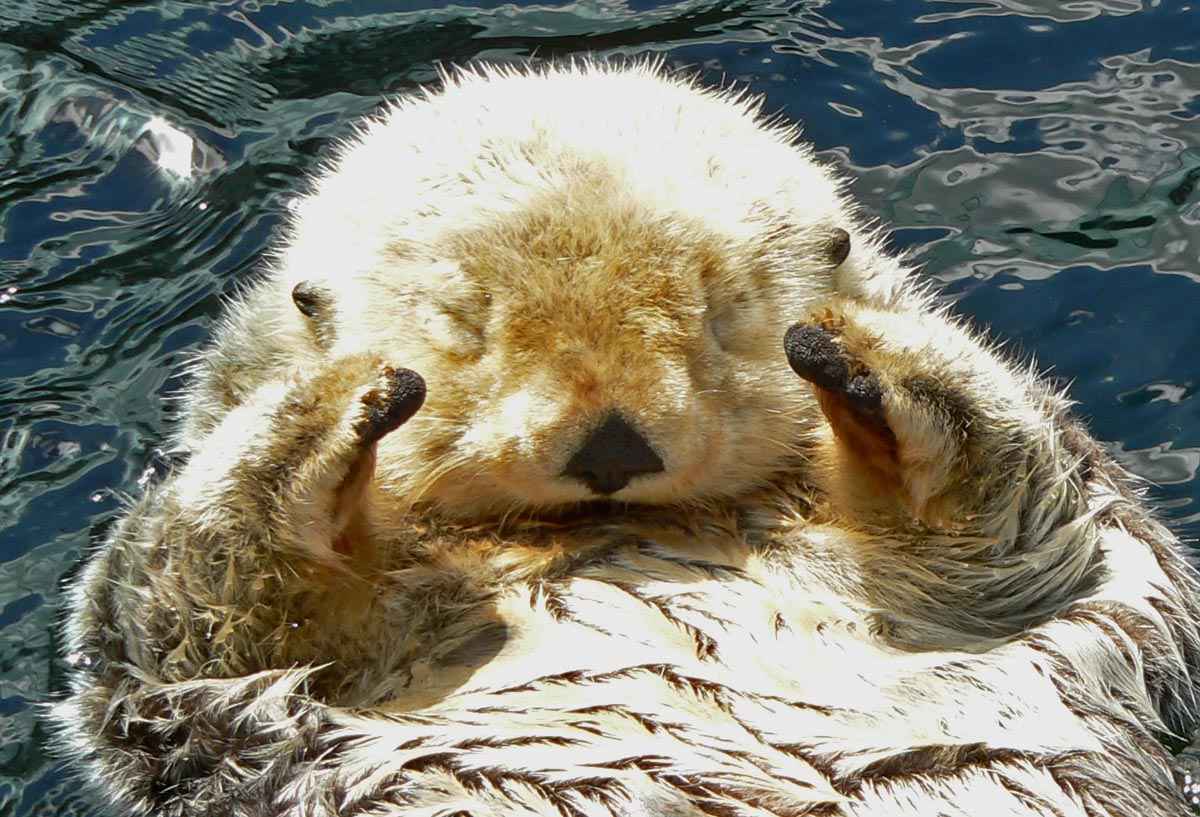
La loutre de mer et sa fourrure, objet des expéditions d'Ingraham.

Le 2 septembre, il part pour la Chine, via Hawaï. Il atteint Macao le 22 novembre. Malheureusement pour lui et pour les autres commerçants occidentaux, à la suite d'un accord avec la tsarine Catherine II, l'empereur de Chine Qianlong a ordonné que l'importation de fourrures soit exclusivement réservée aux Russes. Ingraham tombe malade à Macao, mais heureusement, l'équipage du navire français le Solide, du capitaine Étienne Marchand, venu lui aussi faire le commerce des fourrures, comprend un chirurgien, Claude Roblet, qui le soigne. Avec difficultés, il finit par vendre ses peaux de loutres de mer à Canton, et reprend finalement la mer le 26 avril 1792.
Il retourne sur la côte nord-ouest des Amériques, mais cette fois la récolte n'est pas satisfaisante. Il croise George Vancouver, venu pour des pourparlers avec les Espagnols, qui convoitent aussi cette région. Le 26 septembre 1792, il rencontre le Columbia, toujours commandé par Robert Gray, dans la baie de Neah, proche du Cap Flattery dans l'actuel État de Washington. Gray s'y trouve pour vendre aux Espagnols son petit sloop, l'Adventure, commandé par Robert Haswell, qui avait eu Ingraham sous ses ordres précédemment. Le lendemain, le Hope accompagne le navire espagnol La Princesa à la baie de Nootka, pour y déposer le nouvel administrateur espagnol de cet avant-poste. Il croise également James Magee, un de ses commanditaires, capitaine du Margaret, un sister-ship du Hope. Ensemble, ils commercent encore un peu, mais décident finalement de retourner à Macao pour vendre leur nouvelle cargaison, via Hawaï et Taïwan. Puis Joseph Ingraham rentre à Boston, qu'il atteint en juillet 1793. Cette expédition se révèle être un échec commercial, mais Ingraham laisse des descriptions des peuples qu'il a rencontré, ainsi que de la flore et la faune locale et de nombreuses illustrations .

## Fin de vie
Par la suite, il ne retournera plus faire le commerce de la fourrure dans le Pacifique nord, mais continuera à naviguer. Il participera à la quasi-guerre entre la France et les États-Unis en tant qu'officier de la Navy. La dernière mention faite de lui sur les registres du département de la Marine des États-Unis date du 14 juin 1799. Il est alors lieutenant. Le 20 août 1800, il embarque sur le USS Pickering au départ de New Castle, dans le Delaware. Mais à l'automne, le navire disparaît en mer.

## Postérité
Ingraham Bay (la baie Ingraham) et Ingraham Point (le cap Ingraham) furent nommés en son honneur en Alaska,.